# Placidochromis msakae
Placidochromis msakae är en fiskart som beskrevs av Mark Hanssens 2004. Placidochromis msakae ingår i släktet Placidochromis och familjen Cichlidae. Inga underarter finns listade i Catalogue of Life.